# Airbus A320
Dòng máy bay Airbus A320 vận tải hành khách thương mại tầm ngắn đến tầm trung do hãng Airbus S.A.S. chế tạo. 
Các phiên bản của dòng máy bay này gồm có A318, A319, A320, và A321, cũng như máy bay phản lực kinh doanh ACJ.
Xuất xưởng lần đầu vào năm 1988, dòng máy bay A320 đã đi tiên phong trong việc sử dụng các hệ thống kiểm soát bay điều khiển bằng điện kết hợp máy tính (fly-by-wire) kỹ thuật số. Với hơn 4.600 chiếc thuộc dòng A320 đã được chế tạo, đây là dòng máy bay phản lực bán chạy thứ hai từ trước đến nay, chỉ xếp sau đối thủ cạnh tranh hàng đầu của dòng máy bay này là Boeing 737.

## Phát triển

### Bối cảnh
Sau thành công ban đầu của dòng máy bay A300, Airbus đã bắt đầu phát triển một mẫu máy bay mới với mục tiêu thay thế loại máy bay thông dụng nhất thế giới tại thời điểm đó là Boeing 727. Chiếc máy bay mới của Airbus này sẽ có kích cỡ tương đương như Boeing 727 nhưng lại có những tính năng hơn hẳn như tính kinh tế vận hành được cải thiện và năng lực vận chuyển nhiều hành khách. Công nghệ số của A320 được báo trước sẽ tạo một khoảng cách công nghệ hơn hai thế hệ so với máy bay Boeing 727 hoàn toàn sử dụng công nghệ tương tự (analogue). Dòng A320 được hãng Airbus đặt mục tiêu sẽ đáp ứng các yêu cầu thay thế cho dòng Boeing 727 và phiên bản biến thể Boeing 737. 

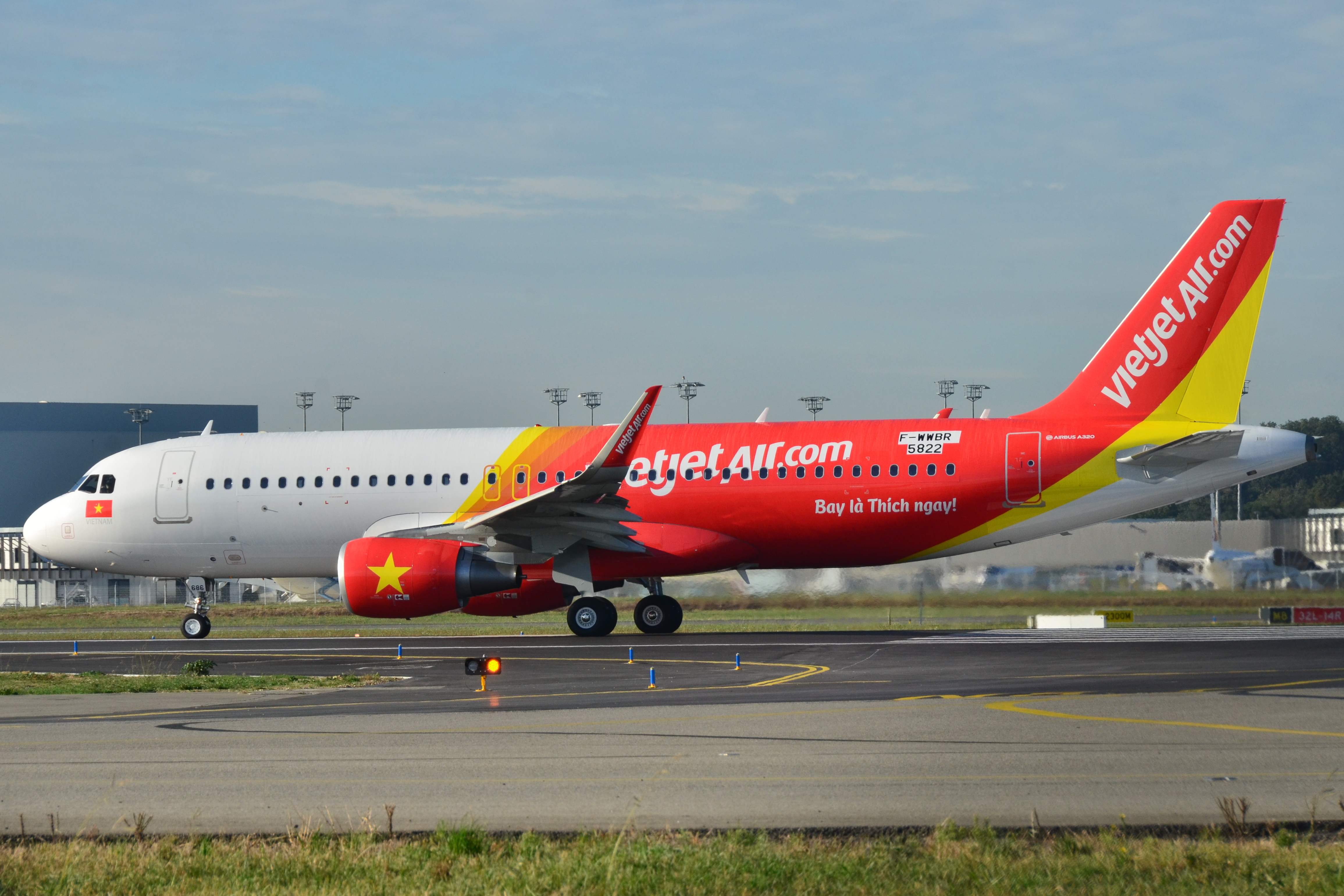
Một chiếc airbus a320 của Vietjet air

Sau đợt giá dầu tăng trong thập niên 1970, hãng Airbus đã phải giảm thiểu chi phí nhiên liệu hành trình của dòng A320. Để đạt được mục tiêu đó, Airbus đã hợp nhất các tính năng tiên tiến bao gồm hệ thống điều khiển bay bằng điện kỹ thuật số, các cấu trúc căn bản bằng vật liệu composite, sử dụng nhiên liệu để kiểm soát trọng tâm, khoang điều khiển bằng màn hình (EFIS) và bảng điều khiển bay hai người. Kết quả là A320 tiêu thụ lượng nhiên liệu ít hơn dòng máy bay ba động cơ Boeing 727 đến 50%

### Sản xuất
Các bộ phận từ nhiều nhà máy khác nhau của Airbus được chuyển tới nhà máy lắp ráp cuối cùng, như các dòng A318/A319/A320/A321 chuyển đến Hamburg Finkenwerder và dòng A320 được chuyển đến Toulouse – Blagnac. Gần như tất cả các bộ phận lắp ráp đều được di chuyển bằng các phương tiện vận tải cỡ siêu lớn A300-600ST 'Beluga' của hãng Airbus.
Các máy bay Airbus A320 bán cho Trung Quốc giao trong giai đoạn 2009-2012 sẽ được lắp ráp tại Cộng hòa Nhân dân Trung Hoa ở Thiên Tân. Airbus dự định chuyển địa điểm lắp ráp cuối của chiếc Toulouse A320 đến Hamburg như một phần kế hoạch của tổ chức Power8 đã bắt đầu dưới thời CEO cũ Christian Streiff.
Dòng A320 có tốc độ sản xuất cao nhất từ trước đến nay, hơn bất kỳ loại máy bay thương mại nào khác. Để đáp ứng cho nhu cầu đang gia tăng, Airbus tiếp tục chương trình tăng tốc sản xuất từ 30 chiếc mỗi tháng cuối năm 2006, lên 32 chiếc mỗi tháng đầu năm 2007 và 34 chiếc mỗi tháng vào tháng 3 năm 2008, 36 chiếc mỗi tháng vào tháng 12 năm 2008, 38 chiếc mỗi tháng vào giữa năm 2009 và cuối năm 2009 đạt 40 chiếc mỗi tháng. Việc sản xuất máy bay ở Thiên Tân nằm trong dự tính cho các con số này.

## Thiết kế

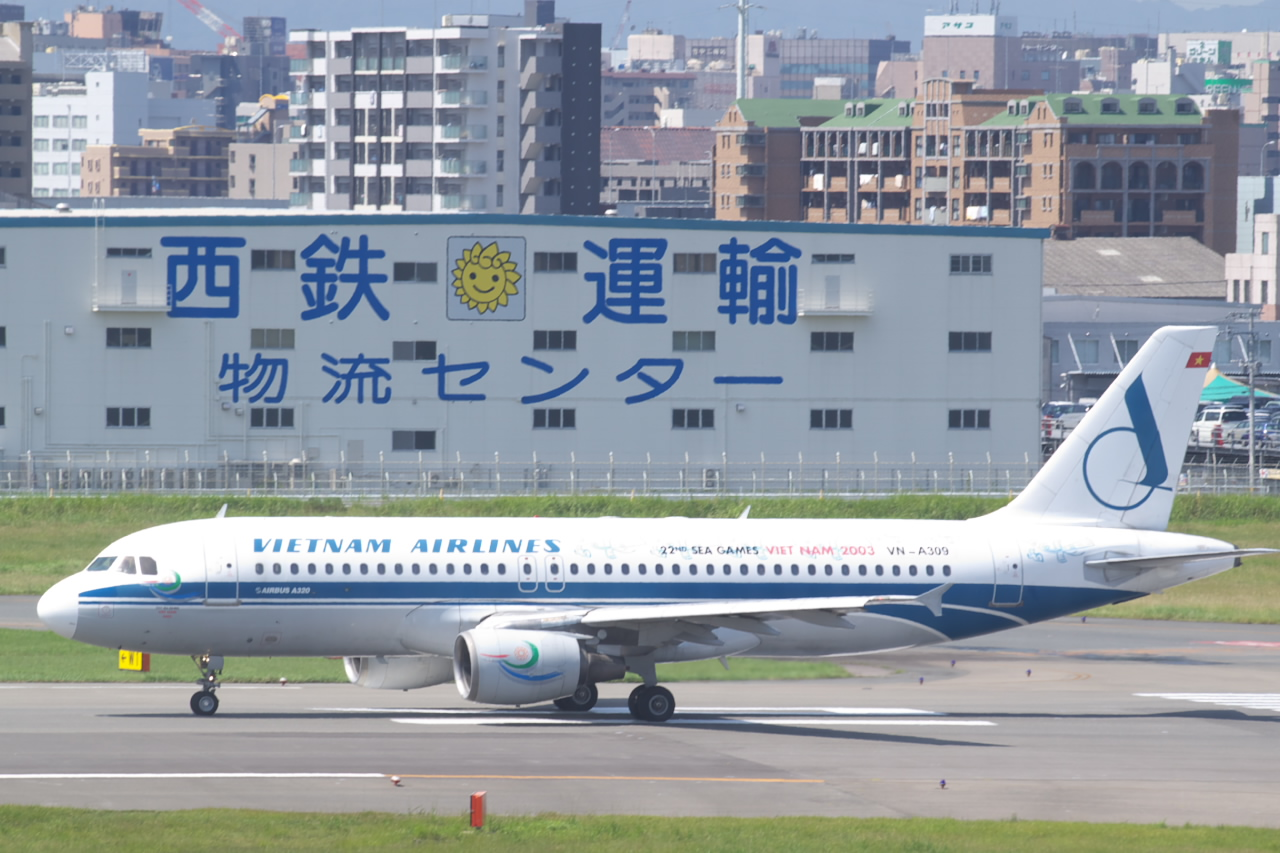
Một chiếc máy bay dòng A320 của hãng Vietnam airlines đang cất cánh ở sân bay quốc tế fukuoka

So với các loại tàu bay cùng hạng khác, A320 nổi trội với cabin một lối đi ở giữa và các hộc để hành lý trên đầu rộng hơn cùng với công nghệ điều khiển máy bay bằng kỹ thuật số (fly-by-wire technology). Ngoài ra, máy bay này cũng có một khoang chứa hàng rộng rãi được trang bị bằng các cửa rộng để giúp việc bốc dỡ hàng hóa thuận lợi. Các đặc điểm nổi bật này đã mang đến các đơn đặt hàng từ các hãng hàng không như Northwest Airlines (khách hàng đầu tiên từ Hoa Kỳ), United Airlines, và British Airways. Chi phí bảo dưỡng và vận hành thấp của A320 cũng đã thu hút sự chú ý của các hãng hàng không giá rẻ. Ví dụ như hãng hàng không JetBlue đã có các đơn đặt hàng và hợp đồng mua trước lên đến 233 chiếc phản lực thuộc dòng A320. Các hãng hàng không giá rẻ khác có đơn đặt hàng đáng kể gồm có Kingfisher Airlines, IndiGo Airlines (đặt hàng 100 chiếc), EasyJet, Frontier Airlines, Tiger Airways, Cebu Pacific Air và AirAsia.
Máy bay A320 nổi bật với hệ thống bảo dưỡng trong khoang được tin học hóa. Hệ thống kỹ thuật điện tử hàng không được thiết kế để dễ nâng cấp mà không cần sửa chữa lớn. Ngoại trừ những chiếc A320 đầu tiên, phần lớn sau này có thể được nâng cấp để phù hợp với các tiêu chuẩn kỹ thuật điện tử hàng không mới nhất, giữ cho máy bay tiên tiến thậm chí cả sau 2 thập kỷ vận hành.
Bảng điều khiển bay của máy bay được trang bị EFIS với các bộ điều khiển sidestick. Vào thời điểm giới thiệu máy bay này, cách thức hoạt động của hệ thống điều khiển máy bay bằng kỹ thuật số (được trang bị để bảo vệ đầy đủ việc quản lý bay) hoàn toàn mới đối với nhiều phi công. Sự huấn luyện và điều chỉnh bay khắt khe của hệ thống này đã giảm đáng kể sự phụ thuộc vào hệ thống EFIS.
Hai nhà cung cấp các động cơ phản lực cánh quạt đẩy cho sê ri A320: CFM International với CFM56, và International Aero Engines, cung cấp V2500.

### Công nghệ
Công nghệ sử dụng trong A320 gồm:

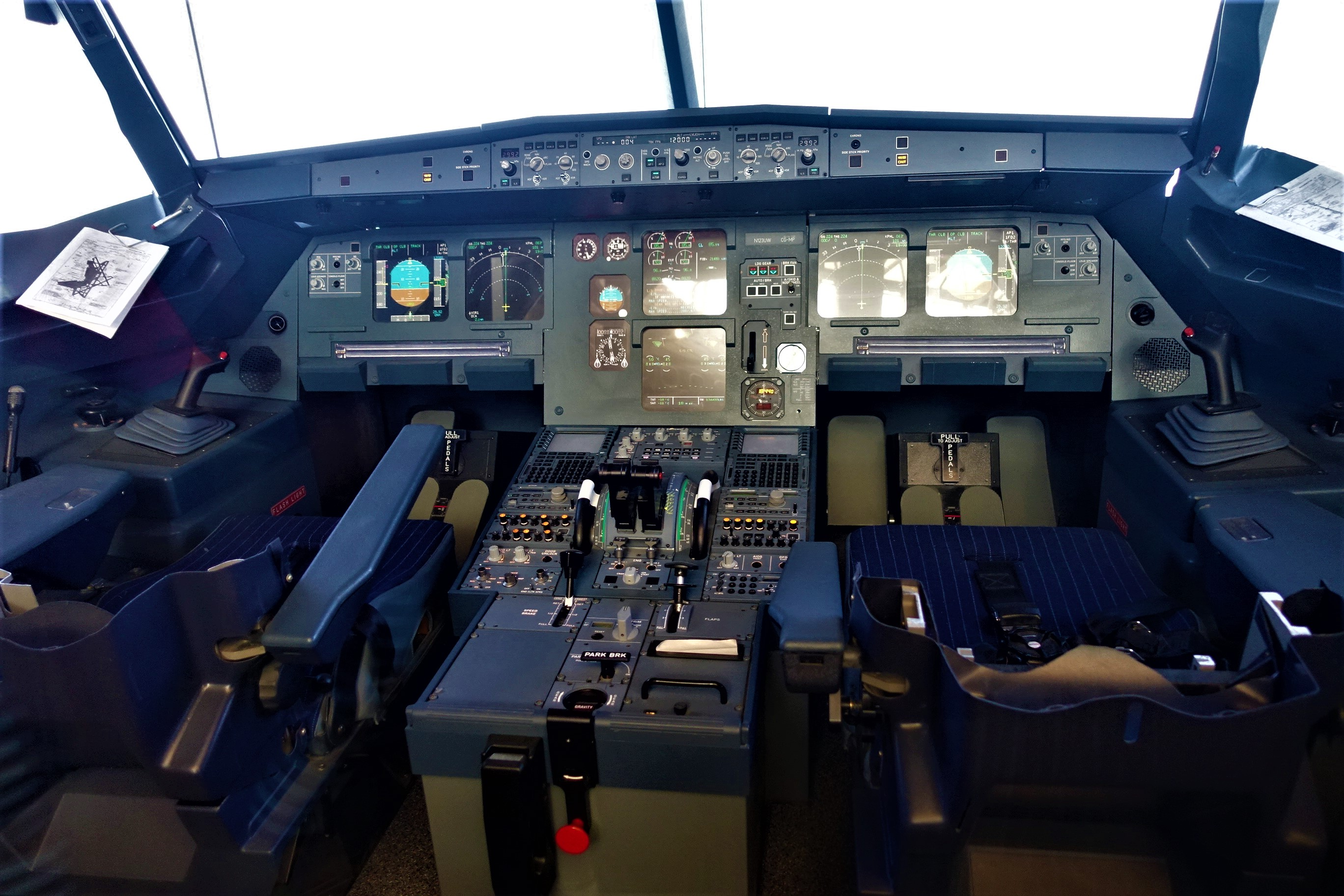
Họ máy bay Airbus A320 là máy bay đầu tiên trang bị đầy đủ hệ thống quản lý bay bằng hệ thống điều khiển bay số và bảng hiển thị buồng lái điện tử trong hàng không dân dụng. Thiết bị tương tự duy nhất là RMI và bộ chỉ áp lực thắng.

- Hệ thống điều khiển máy bay điện tử kỹ thuật số đầy đủ đầu tiên trong một máy bay dân sự.
- Bảng hiển thị buồng lái điện tử đầy đủ chứ không phải các phiên bản lai giữa điều khiển bằng tay và điện tử như A310, Boeing 757 và Boeing 767
- Máy bay thân hẹp đầu tiên với phần lớn kết cấu làm bằng composite
- Khái niệm ECAM (Electronic Centralized Aircraft Monitoring - Theo dõi Máy bay Tập trung hóa Điện tử), xuất hiện trong các máy bay thế hệ sau của dòng A320. Hệ thống này liên tục hiển thị thông tin liên quan đến các động cơ máy bay, cũng như các hệ thống chủ chốt như các bộ phận kiểm soát bay, khí lực học và thủy lực học. Các thông tin này được chuyển tới phi công thông qua màn hình LCD nằm ở trung tâm của bảng điều khiển.
- Airbus gần đây đã bắt đầu lắp các màn hình LCD ở khoang bảng điều khiển của các tàu bay mới A318, A319, A320, và A321 thay cho các màn hình CRT. Chúng bao gồm các màn hình chính và đường chân trời nhân tạo dự phòng, trước đây sử dụng loại màn hình analog. Màn hình LCD nhẹ hơn và sinh ít nhiệt hơn màn hình CRT.
- Dù dòng A320 đã tiên tiến hơn về mặt công nghệ, các máy tính xử lý cho trung tâm máy bay được lắp các CPU tương đương với Intel 8086.[cần dẫn nguồn] Mặc dù các con chip này không có được sức mạnh như các bộ xử lý hiện đại, nó cực kỳ ổn định, và cho phép các kỹ sư kiểm tra thông tin liên quan đến hoạt động của nó qua nhiều thập kỷ theo đúng nghĩa đen của nó.

### Các cánh nhỏ mới

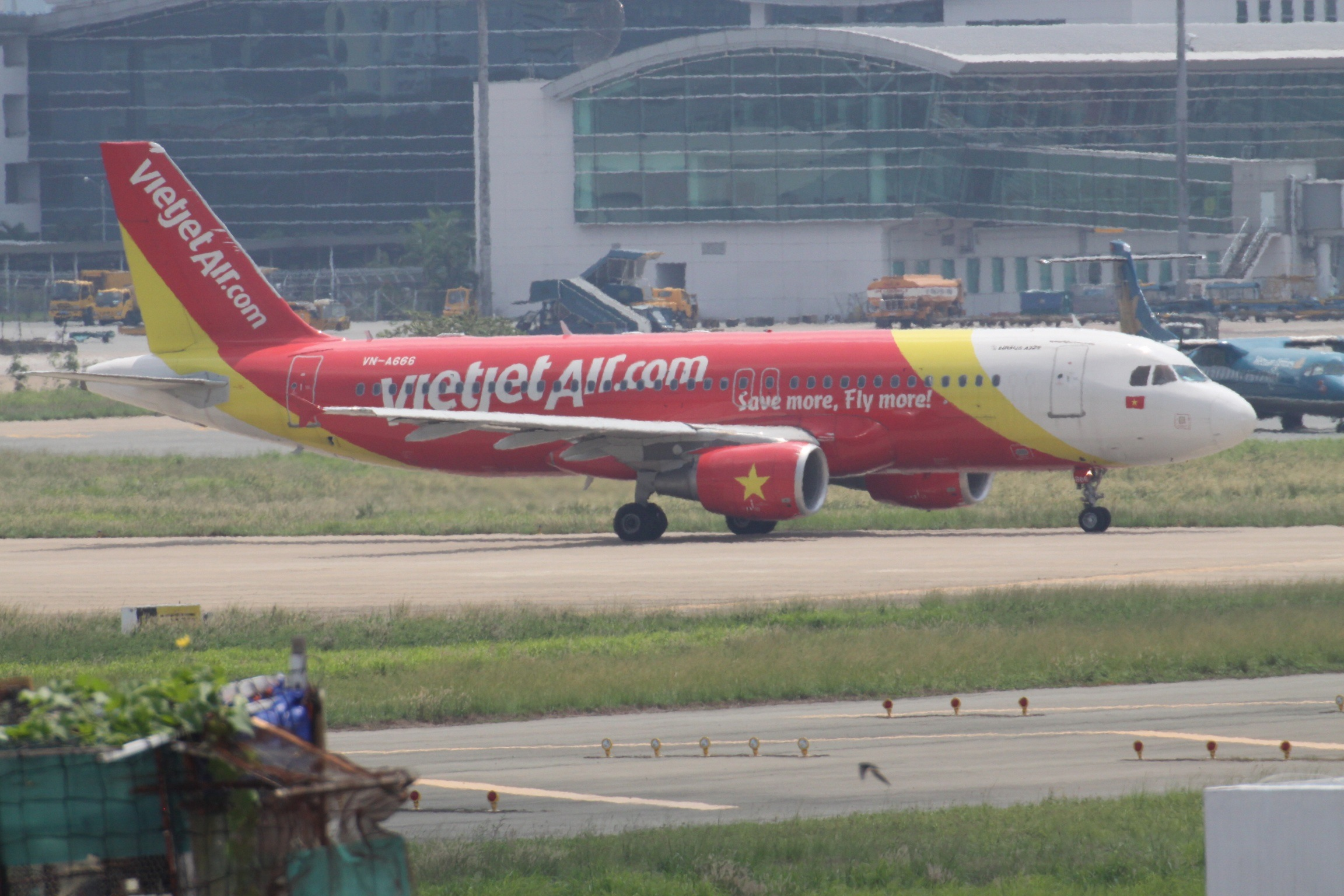
Chiếc Airbus A320 đầu tiên của hãng Vietjet air ở Tân sơn nhất

Năm 2006, Airbus đã thử nghiệm ba loại cánh nhỏ ở đầu cánh lớn, với mục đích kháng lại lực cản cảm ứng và xoáy ở mút cánh hiệu quả hơn lá chắn đầu cánh trước đây. Việc sử dụng các cánh phụ nhỏ này ước tính sẽ làm giảm nhiên liệu tiêu thụ từ 1-2%. Thiết kế thử nghiệm đầu tiên được Airbus phát triển và dựa trên công việc do chương trình AWIATOR thực hiện. Lưu trữ ngày 2 tháng 8 năm 2007 tại Wayback Machine Loại cánh phụ nhỏ thứ hai sử dụng một thiết kế phức hợp hơn được tạo ra bởi Winglet Technology LLC, một công ty có trụ sở ở Wichita, Kansas, và cũng tạo ra loại thứ 3.
Hai chiếc máy bay đã được sử dụng trong chiến dịch đánh giá thử nghiệm. F-WWBA, chiếc A320 đầu tiên được chế tạo, đã được Airbus giữ lại để thí nghiệm và đã được lắp cả cánh phụ nhỏ loại thứ nhất lẫn loại thứ hai. JetBlue Airways đã cung cấp chiếc máy bay thứ hai, được Airbus trang bị thêm cả hai loại cánh phụ nhỏ.
Mặc cho công việc phát triển và các hiệu quả thu được, Airbus đã thông báo rằng các cánh phụ nhỏ này sẽ không được cung cấp cho các khách hàng vì cho rằng trọng lượng phần thay đổi cần thiết sẽ làm mất đi các lợi ích khí động lực. Ngoài ra, sự thay đổi lực từ các cánh phụ nhỏ sẽ gia tăng sức ép cho cánh mà điều này thì cần nghiên cứu lâu dài để quyết định liệu sự đồng bộ cấu trúc có dung hòa được hay không.

## Vận hành
JAA đã ban hành giấy chứng nhận kiểu dáng (type certificate) cho máy bay A320 vào ngày 26 tháng 2 năm 1988. Sau khi tham gia thị trường vào tháng 3 năm 1988 với hãng Air France, Airbus đã nhanh chóng mở rộng dòng A320, đưa ra loại A321 185 chỗ năm 1989, A319 124 chỗ năm 1993, và loại A318 107 chỗ năm 1999.

### Cạnh tranh

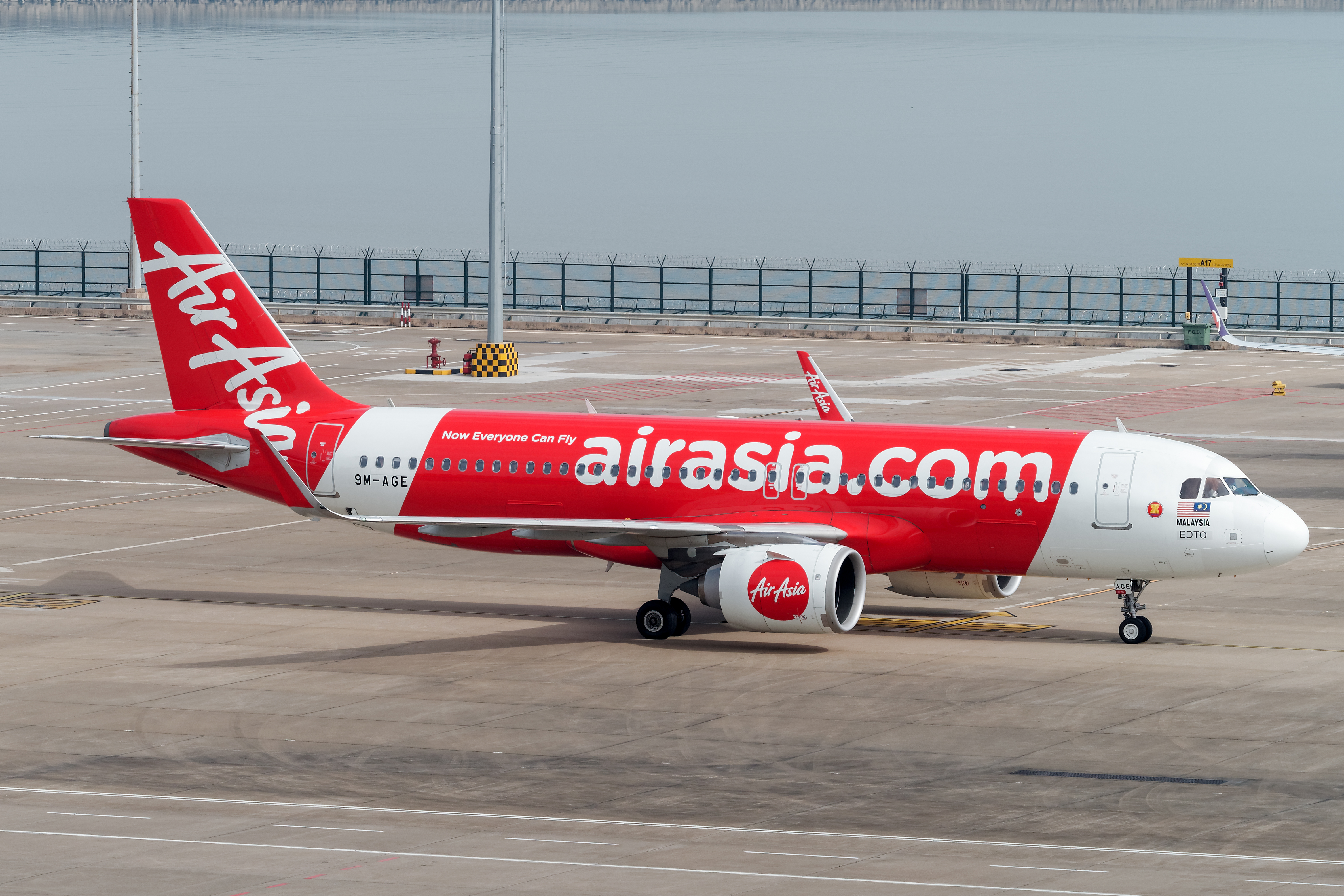
Họ Airbus A320 đã thu hút nhiều hãng hàng không giá rẻ, như Air asia, trở thành đối thủ trực tiếp với Boeing 737.

Dòng A320 đã được phát triển để cạnh tranh với máy bay Boeing 737 Classics (-300/-400/-500) và sê ri McDonnell Douglas MD-80/90, và sau đó đã phải đối mặt với thách thức từ 737 Next-Generation (-600/-700/-800/-900) và Boeing 717 trong suốt hai thập kỷ vận hành của mình. Đến tháng 2 năm 2006, đối thủ cạnh tranh còn lại đối với các loại biến thể của A320 là sê ri 737 Next-Generation, khi các model khác đã ngừng sản xuất. Máy bay phản lực 195 của Embraer cũng là một đối thủ cạnh tranh lớn của A318.
Airbus đã giao hàng 3.092 chiếc A318/A319/A320/A321 kể từ khi nhận được chứng chỉ/giao hàng lần đầu đầu năm 1988, cộng thêm 1.984 chiếc theo đơn đặt hàng chắc chắn (tính đến 30 tháng 4 năm 2007). Boeing đã xuất xưởng 5.379 chiếc 737 từ cuối năm 1967 với hơn 1.557 đơn đặt hàng (tính đến 30 tháng 4 năm 2007).
Căn cứ trên những con số này, Airbus đã giao trung bình 160 chiếc sê ri A320 mỗi năm, so với 133 chiếc của Boeing 737.
Airbus đang nghiên cứu một phiên bản thay thế cho sê ri A320, dự kiến có tên là NSR, viết tắt của "máy bay tầm ngắn" (New Short-Range).

## Các biến thể của dòng A320

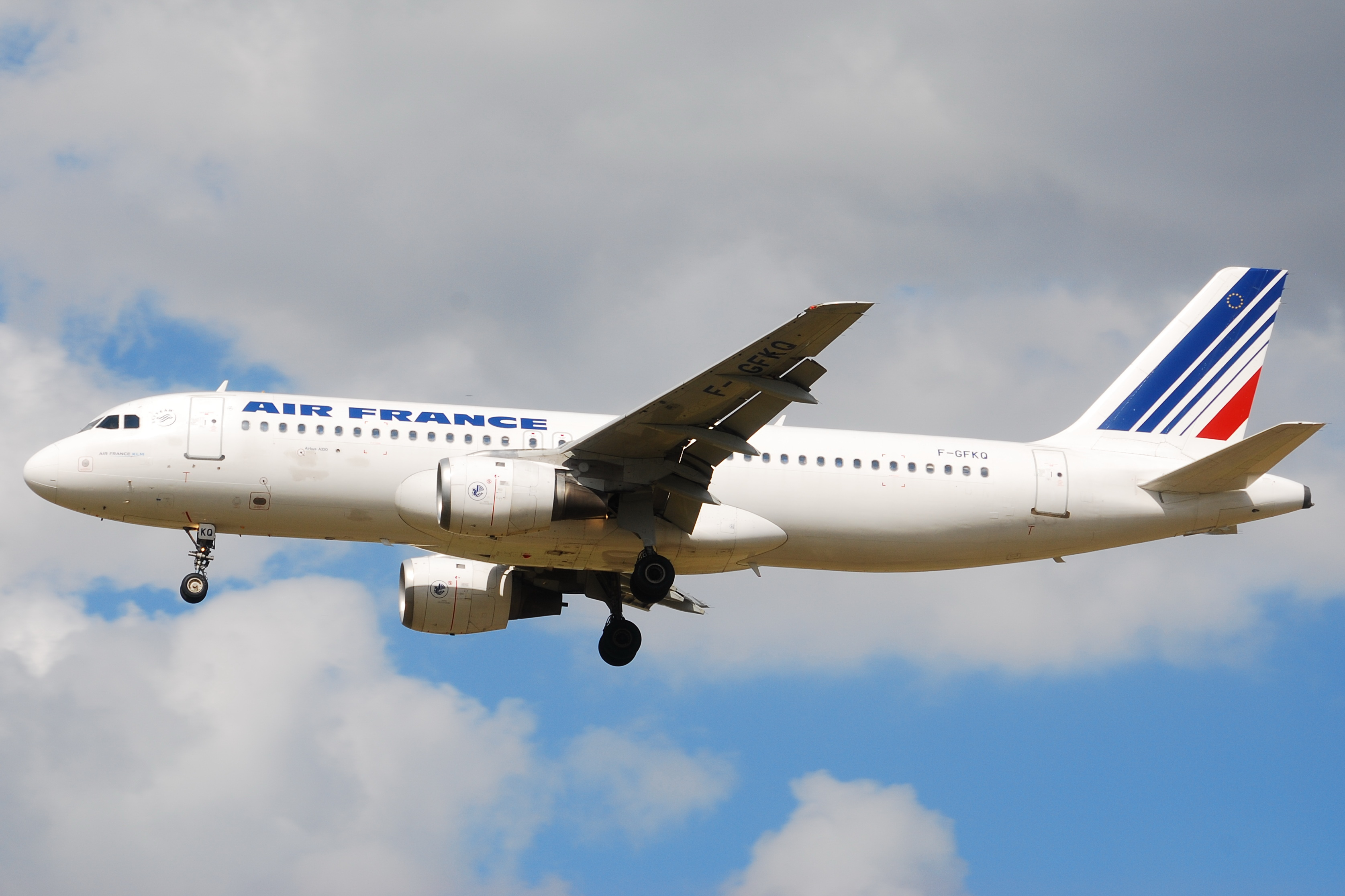
Air France là khách hàng khởi đầu của Airbus A320.

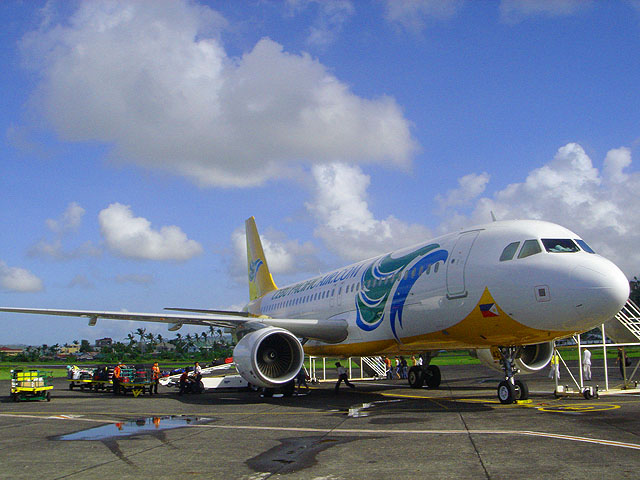
Một trong những chiếc A320-200 của hãng Cebu Pacific tại Sân bay Thành phố Legazpi, Philippines.

Dòng A320 đã tôn vinh một họ máy bay có chung thiết kế nhưng nhỏ hơn một chút (A319), nhỏ hơn đáng kể (the A318), hay lớn hơn một chút (the A321). Công suất vận chuyển khách dao động trong khoảng từ 100-220. Các dòng máy bay thuộc họ A320 này cạnh tranh với Boeing 737, 757-200, và 717. Tất cả đều có cấp bậc phi công như nhau.
Về mặt kỹ thuật, tên gọi "A320" chỉ nói đến máy bay cỡ trung bình, nhưng nó thường được sử dụng không chính thức để chỉ bất cứ dòng nào trong gia đình A318/A319/A320/A321. Tất cả những biến thể của A320 đều có thể được chứng nhận ETOPS (Extended-range Twin-engine Operational Performance Standards).

### A320
Sê ri A320 có hai phiên bản biến thể, A320-100 và A320-200. Phiên bản A320-200 là phiên bản cuối cùng do chỉ có 21 chiếc A320-100 được sản xuất từ trước đến nay; những đầu tiên này chỉ được giao cho hai hãng hàng không Air France và British Airways (do đơn đặt hàng của hãng British Caledonian Airways đã đặt trước khi hãng này bị British Airways mua lại) và là các máy bay A320 thiếu "các lá chắn cánh phụ". Dòng A320-200 nổi bật với các lá chắn cánh phụ nhỏ và sức chứa nhiên liệu tăng so với A320-100 về tầm bay xa hơn, chứ những khác biệt thì tối thiểu.
Tầm bay điển hình với lượng khách chuyên chở là 150 người đối với máy bay A320-200 là 2900 hải lý (5.400 km). Nó được đẩy bằng hai động cơ CFMI CFM56-5 hay IAE V2500 với công suất đẩy trong khoảng 25.500 đến 27.000 pound (tương đương 113 kN đến 120 kN).
Đối thủ cạnh tranh trực tiếp là 737-800.

### A319

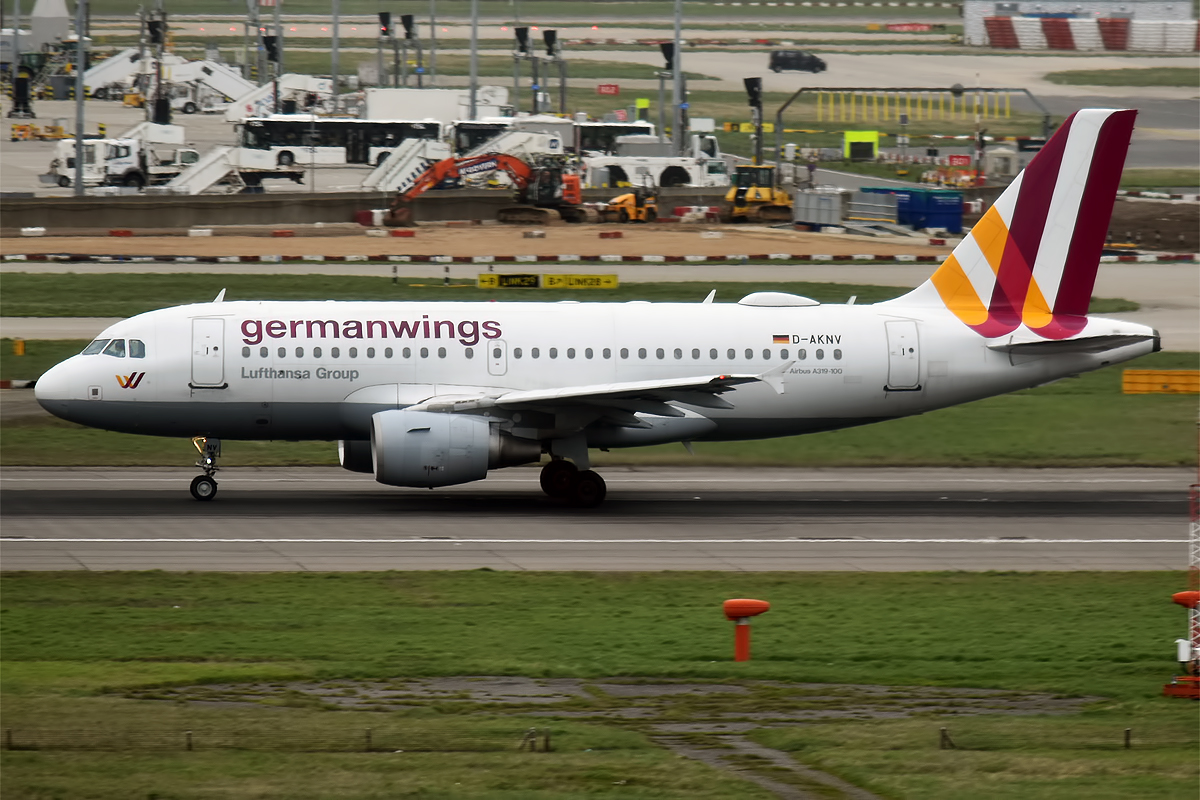
Một chiếc Airbus A319 của hãng Germanwing

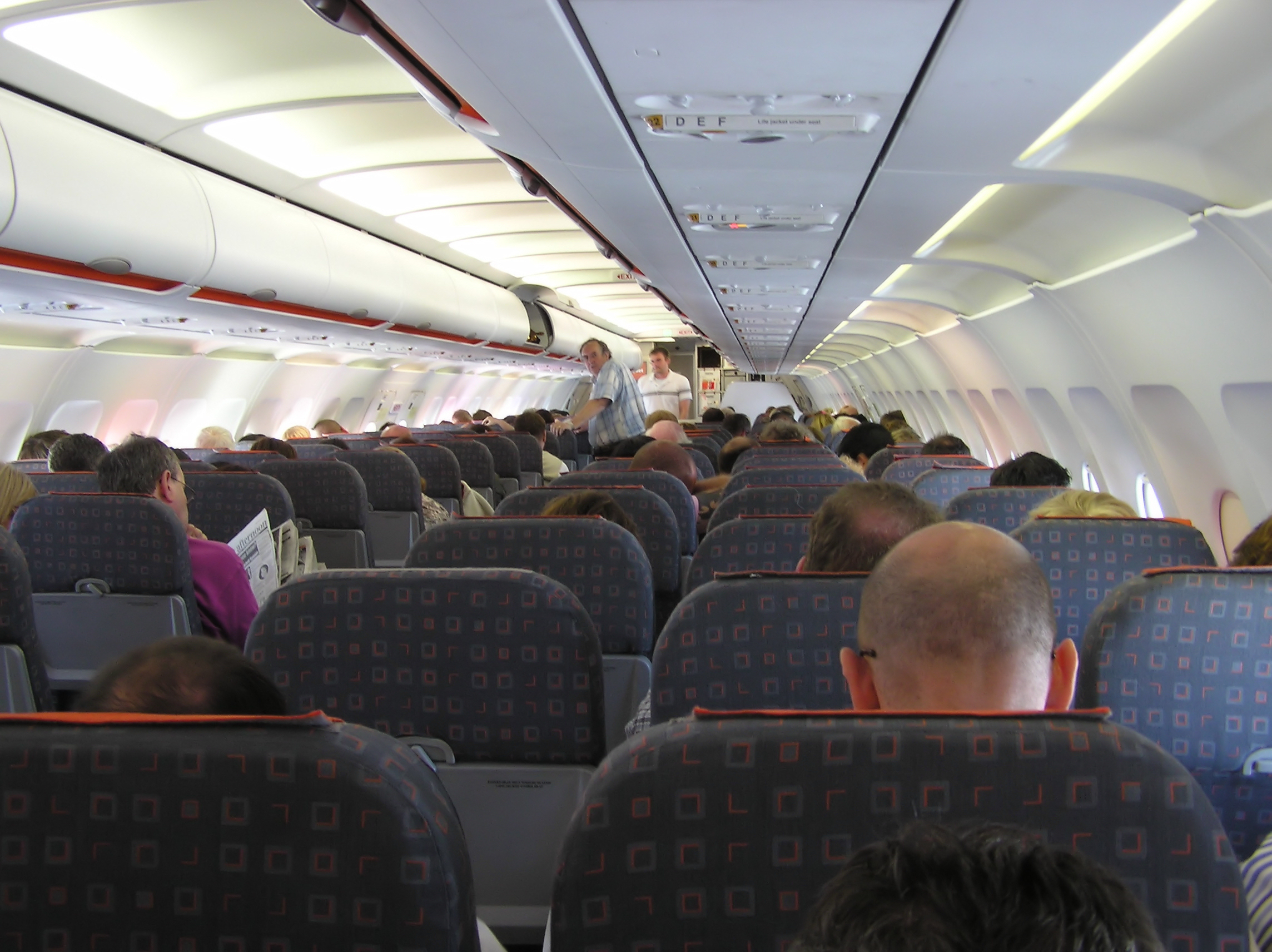
Cabin của Airbus A319-100 của easyJet đang bay

Đây là một phiên bản thay đổi nhỏ và thu hẹp lại của A320. Với dung lượng nhiên liệu thực tế tương tự như A320-200, và chở được ít khách hơn, máy bay chở 124 khách ở hai hạng ghế có tầm bay đến 3900 hải lý (7.200 km), mức cao nhất đối với hạng máy bay này. Dòng A320 và A319 là các biển thể thông dụng nhất của gia đình A320. Năm 2003 easyJet nhận các máy bay A319 với các khoang bếp nhỏ hơn (do hãng easyJet không phục vụ đồ ăn) và 156 chỗ với chỉ một hạng ghế. Để đáp ứng các quy định về di tản, các cửa thoát hiểm trên cánh đã được bổ sung.
Đối thủ cạnh tranh trực tiếp của máy bay này từ Boeing là 737-700.
Đơn đặt hàng lớn của easyJet gồm 120 chiếc A319 cộng thêm 120 chiếc theo hợp đồng mua bán trước khiến cho đây là thương vụ mua bán máy bay lớn nhất trong thời gian gần đây, chỉ có thể so sánh được với đơn đặt hàng của đối thủ cạnh tranh chính Ryanair đối với máy bay Boeing 737.
Máy bay được đẩy bởi hai động cơ cùng loại như A320. Được chứng nhận của JAA và được Swissair đưa vào vận hành tháng 4 năm 1996.
Northwest Airlines giữ kỷ lục về tuyến bay ngắn nhất bằng A319 từ Sân bay quốc tế Bishop ở Flint, MI đến Sân bay Detroit Metro của Detroit, một khoảng cách khoảng 57 dặm (91 km).

#### ACJ319
Đây là một phiên bản máy bay phản lực hợp thành nhóm của A319. Dòng này được lắp thêm các bình nhiên liệu ở khoang hàng hóa khiến cho tầm xa của nó đạt 6500 hải lý (12000 km). Khi bán lại, chiếc máy bay này có thể tái cấu hình như loại A319 tiêu chuẩn bằng cách tháo các bình xăng thêm ra, do đó tối đa hóa giá trị bán lại của nó. Dòng máy bay này cũng được gọi là ACJ, hay Airbus Corporate Jet.
Máy bay A319 được Escadron de transport, d'entraînement et de calibrage sử dụng, đây là một đơn vị chịu trách nhiệm vận chuyển các quan chức của Pháp. Kể từ năm 2003, một chiếc ACJ là chiếc chuyên cơ tổng thống của Brasil.

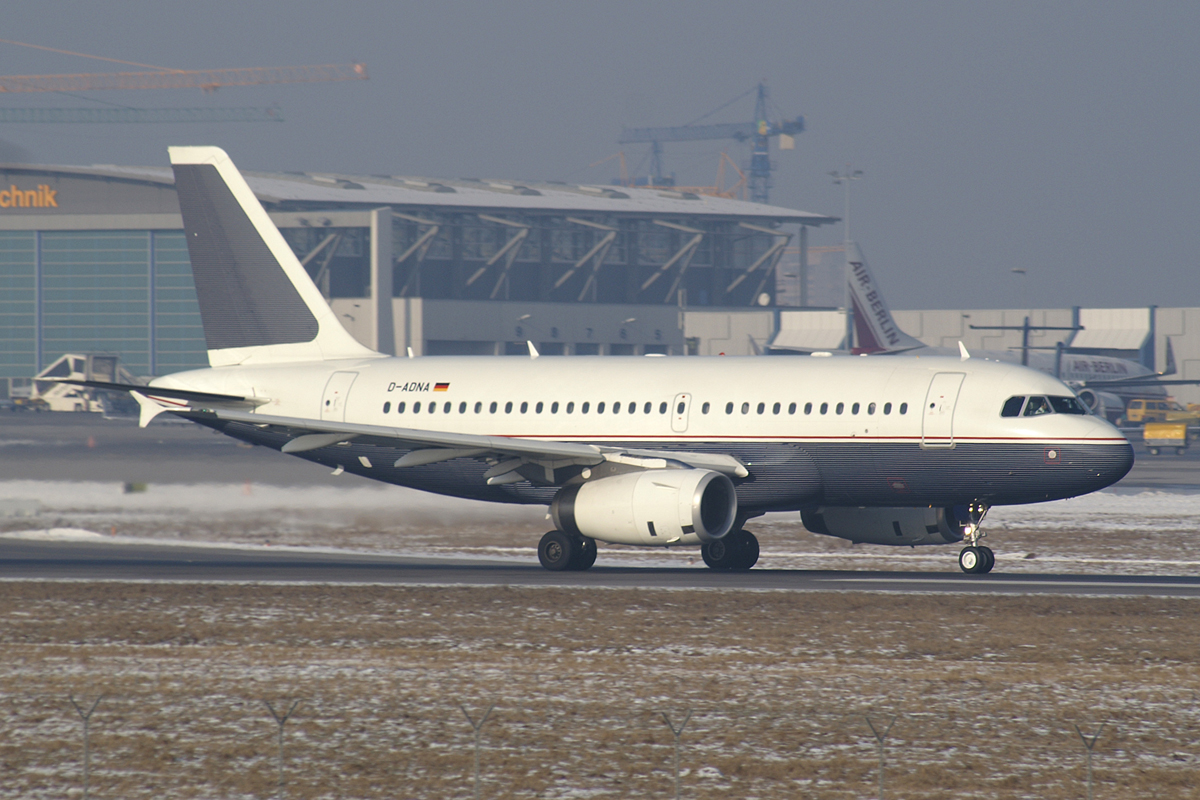
DaimlerChrysler Aviation Airbus A319CJ

Chiếc này bố trí cho đến 39 ghế ngồi nhưng có thể được thay đổi theo yêu cầu của khách hàng theo bất kỳ cấu hình nào. DaimlerChrysler, Reliance Industries và PrivatAir là các hãng đang sử dụng phiên bản này. Phiên bản A319CJ cạnh tranh với các máy bay phản lực hợp nhất khác như Gulfstream V, Boeing Business Jet (BBJ) dựa trên Boeing 737-700, và Global Express của Bombardier. Nó được đẩy bằng các loại động cơ như A320.

#### A319LR
Phiên bản này nổi bật với bố trí toàn bộ là hạng thương gia với 48 ghế, bố trí đặc biệt cho các chuyến bay công vụ chuyên biệt trên các tuyến bay xuyên lục địa. A319LR, so với A319CJ, có 4 bình nhiên liệu phụ thay vì 6. Tầm xa điển hình là 4500 hải lý (8.300 km).
Lufthansa đã vận hành các tuyến bay công vụ thượng hạng giữa Đức và Mỹ sử dụng đội tàu bay A319LR do công ty con PrivatAir Thụy Sĩ đảm trách. Tuy nhiên, hãng Qatar Airways đã dùng các máy bay A319LR với số chỗ tiêu chuẩn là 110 ghế.
Phiên bản gần giống với A319LR nhất của Boeing là 737-700ER.

### A321

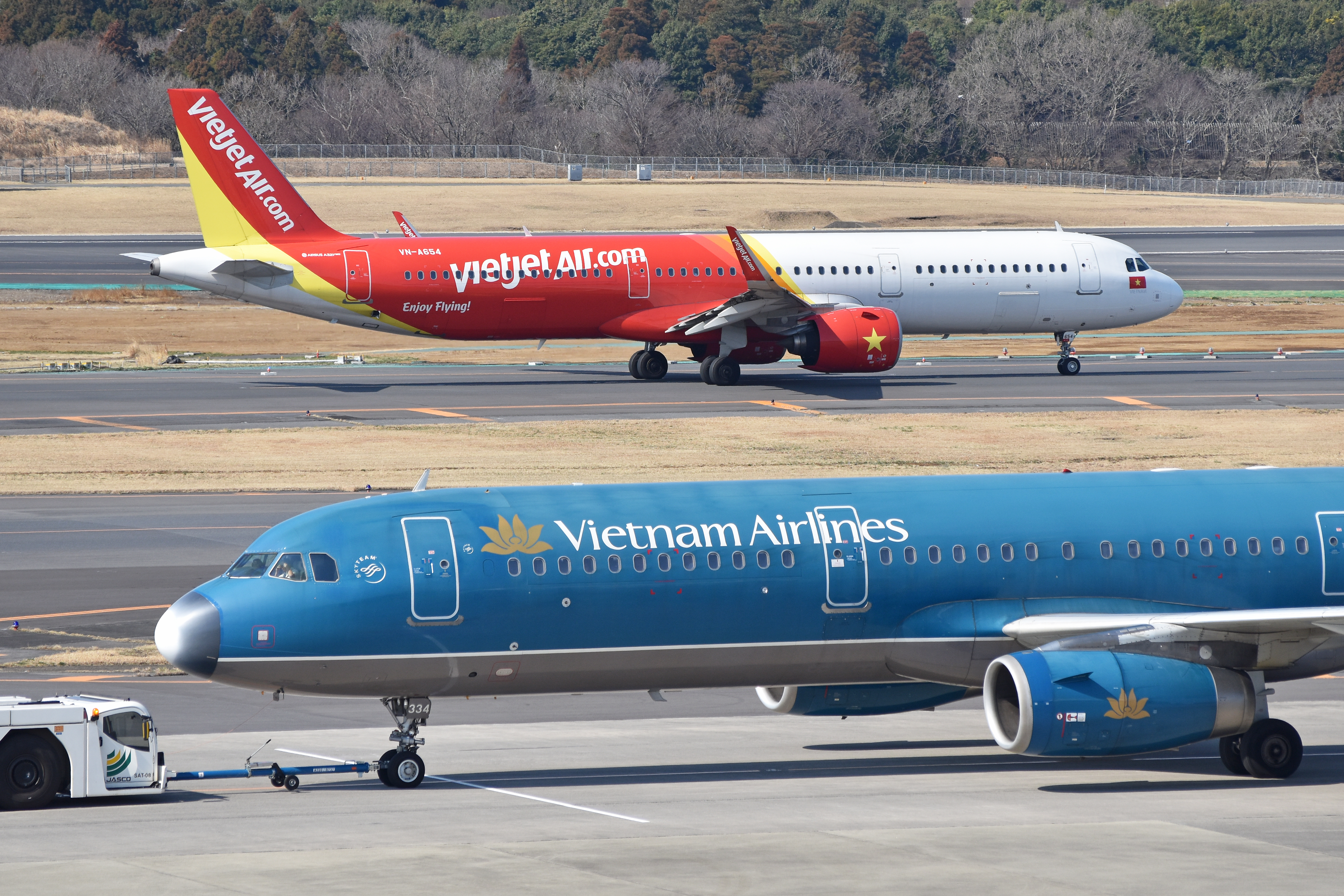
Một chiếc A321 của Vietnam Airlines và một chiếc A321neo của VietJet Air tại Sân bay Narita.

Đây là một phiên bản có ít thay đổi, kéo dài của dòng A320. Khu vực cánh được mở rộng một chút và bộ bánh hạ cánh được làm cho mạnh hơn và các biến thể của động cơ đẩy CFM56 hoặc V2500 được sử dụng. Phiên bản bên Boeing gần giống với A321 là 737-900/-900ER và 757-200, dù A321 thiếu khả năng vận hành ở thời tiết nóng và tầm bay cao và khả năng chuyến bay xuyên Đại Tây Dương của Boeing 757 và 737 do các động cơ không mạnh bằng. Giấy chứng nhận kiểu dáng đã được cấp tháng 12 năm 1993 bởi JAA.
Tầm xa điển hình với 186 khách của A321-100 là khoảng 2300 hải lý (4300 km). Nó được đẩy bằng hai động cơ CFM56-5 hay IAE V2500 với công suất đẩy là 31.000 pound (138 kN).
A321-200 có dung lượng nhiên liệu gia tăng khiến cho nó có tầm xa khi chở 186 khách là 3000 hải lý (5500 km). Chiếc A321-200 được đẩy bằng hai động cơ CFM56-5 hoặc IAE V2500 với công suất đẩy là 33.000 pound (147 kN).

### A318

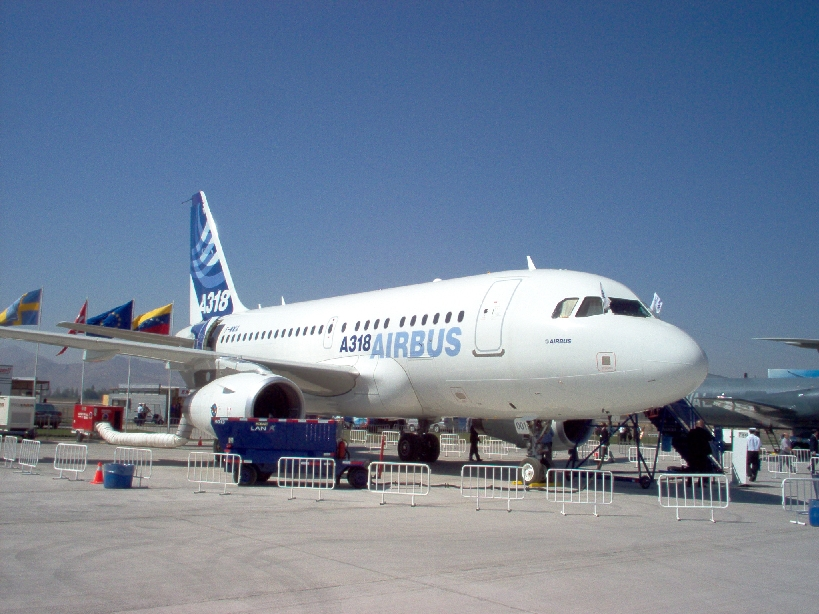
Airbus A318

A318, cũng được gọi là "Mini-Airbus" hay "baby 'bus", là thành viên nhỏ nhất trong gia đình A320. Nó xuất phát từ chương trình hợp tác AVIC1 và AIA AE31X Lưu trữ ngày 7 tháng 3 năm 2007 tại Wayback Machine,. Trong quá trình triển khai, nó được biết đến với tên gọi "A319M3," do đó cho thấy lịch sử của nó là một phiên bản biến thể từ A319. "M3" biểu thị "giảm 3 khung thân máy bay." Máy bay này ngắn hơn 6 m và nhẹ hơn 14 tấn so với A319. Các phi công được huấn luyện trên các biến thể của A320 có thể lái A318 mà không cần chứng chỉ gì thêm do A318 có các đặc tính cùng loại như dòng A320 chị em của mình.
A318 có sức chứa 109 khách với cấu hình hai hạng. Phiên bản này nhằm vào việc thay thế các model đầu tiên của Boeing 737 và Douglas DC-9, dù nó cũng cạnh tranh với 737-600. Boeing cũng có máy bay 717 làm đối thủ cạnh tranh với phiên bản A318 này dù chiếc 717 này chủ yếu phù hợp cho các tuyến khu vực và không có khả năng tầm xa như A318.
A318 sẵn có với nhiều trọng lượng cất cánh tối đa (MTOW) khác nhau dao động trong khoảng từ loại cơ sở 59 tấn, 2750 km đến loại 68 tấn 6000 km. Mức MTOW thấp hơn cho phép nó hoạt động trên các tuyến khu vực một cách kinh tế nhưng lại phải rút ngắn tầm xa còn loại có MTOW cao hơn cho phép bổ sung cho các thành viên khác của gia đình A320 đối với các tuyến sát giới hạn (marginal routes). Trọng lượng nhẹ hơn của A318 cho khiến nó có tầm xa tăng 10% so với A320, cho phép nó phục vụ một số tuyến mà A320 không có khả năng, ví dụ như: Luân Đôn-Jerusalem và Singapore-Tokyo. Máy bay này được các hãng hàng không sử dụng cho các chặng ngắn, mật độ khách thấp giữa các thành phố trung bình.
Trong quá trình thiết kế, A318 đã gặp phải một số vấn đề. Vấn đề thứ nhất là sự giảm sút nhu cầu mua máy bay mới sau cuộc Tấn công ngày 11 tháng 9 năm 2001. Một vấn đề nữa là các động cơ phản lực cánh quạt đẩy Pratt & Whitney turbofan ngốn nhiều nhiên liệu hơn tính toán: đến thời điểm CFMI đã có một động cơ hiệu suất hơn sẵn sàng cung cấp cho thị trường, nhiều khách hàng dùng A318 trước đó đã đổi ý, bao gồm Air China và British Airways. America West Airlines, trước đó đã lựa chọn động cơ Pratt & Whitney, đã sửa đổi các đơn hàng A318 của mình, lựa chọn A319 hoặc A320 thay vì A318. Hãng Trans World Airlines đã hủy bỏ một đơn hàng lớn mua 50 máy bay A318 sau khi bị hãng American Airlines mua lại, mà hãng này lại không vận hành bất cứ chiếc máy bay nào thuộc gia đình A320 (dù hãng TWA cũng không làm như thế khi đơn đặt hàng lúc đầu đã được ký kết). Trong khi hãng Airbus đang hy vọng đưa ra thị trường máy bay A318 như là một giải pháp lựa chọn máy bay phản lực khu vực, pháp luật ở cả Mỹ và châu Âu đã quy định nó có cùng một hạng như máy bay lớn hơn để tính phí hạ cánh và những thứ tương tự, do đó các hãng hoạt động trong khu vực đã tránh nó.
Máy bay này được đẩy bằng hai động cơ CFM56-5 hoặc Pratt & Whitney PW6000 với công suất đẩy dao động trong khoảng 21.600 đến 23.800 lbf (96 đến 106 kN). Các khách hàng khởi đầu Frontier Airlines và Air France đã nhận hàng năm 2003, với việc hãng Frontier nhận những model của mình trong tháng 6 năm đó. Giá một chiếc A318 dao động từ 39 đến 45 triệu USD, và chi phí vận hành khoảng 3000 USD một dặm bay.
Trong khi thiết kế A318, Airbus đã đưa vào một số nâng cấp công nghệ, nhiều trong số đó đã được tích hợp vào những chiếc khác của gia đình A320. Một vài cập nhật công nghệ cũng được tích hợp vào máy bay khổng lồ A380. Các cập nhật công nghệ này gồm:
- Một bảng màn hình LCD cảm ứng ở khu phi hành đoàn trong cabin để đơn giản hóa sự tiếp cận các nút kiểm soát môi trường và giao tiếp.
- Một hệ thống chiếu sáng cabin mới dựa trên nguồn sáng LED thay vì các bóng đèn halogen và huỳnh quang.
- Các hệ thống phanh (thắng) dự phòng chạy bằng điện, được cải thiện ngay khi thiết kế cũ hơn sử dụng thủy lực dự trữ.
- Ứng dụng công nghệ hàn bằng tia laser trong quá trình lắp ráp được dùng để gắn chặt các xà ngang sàn với vỏ dưới của thân máy bay. Công nghệ hàn bằng tia laser đã loại bỏ việc sử dụng các đinh tán ri vê để siết chặt mối nối, giúp giảm trọng lượng, thời gian lắp ráp nhanh hơn và tiết kiệm thời gian lắp ráp.

Các đơn hàng A318 đã tăng khá chậm, chỉ hơi nhỉnh hơn một chút so với đối thủ cạnh tranh trực tiếp của nó là B737-600. Airbus đã nhận 100 đơn đặt hàng vào (ngày 14 tháng 5 năm 2007) đối với loại model này so với 69 đơn của máy bay B737-600. Nhịp độ tiêu thụ đã bị ảnh hưởng bởi sự tiêu thụ mạnh của thị trường đối với sê ri máy bay Bombardier CRJ900 và Embraer E-Jets. Các khách hàng đáng kể là Air France, 18; Frontier Airlines, 10 (+ 1 đơn hàng); LAN Chile, 20 đơn hàng; Mexicana, 10; và US Airways, 15 đơn hàng. Tháng 10 năm 2006, một chiếc A318 đã thử nghiệm thành công tại Sân bay Thành phố London tương thích với góc hạ cánh dốc  Lưu trữ ngày 23 tháng 1 năm 2009 tại Wayback Machine, điều này cho phép những hãng vận hành nó hoạt động tại các sân bay bị ràng buộc theo các quy định hạn chế tiếng ồn, các tòa nhà cao tầng hoặc các khu vực khó khăn.

#### A318 Elite
Ngày 10 tháng 11 năm 2005, Airbus đã công bố dòng A318 Elite. Dòng A318 Elite của Airbus nhằm đến thị trường máy bay tầm trung đối với các chuyến bay có tầm đến 4.000 nm, với một sự lựa chọn hai cách bố trí cabin cho phép chở 14 đến 18 khách và được đẩy bằng các động cơ CFM. Comlux Aviation trở thành khách hàng khởi đầu thông qua đơn hàng mua 3 chiếc A318 Elite.

### A320neo
Các nhà sản xuất máy bay Airbus công bố nhập vào dịch vụ tiên tiến của A320neo, lên kế hoạch từ năm 2016 đến tháng 10 năm 2015, nhờ các đơn đặt hàng gần 300 nó đã có máy bay.
"Airbus phản ứng với việc tiếp nhận máy bay A320 NEO ngoạn mục với hơn 300 đơn đặt hàng, thông báo sự tiến bộ của đơn vị vận hành từ năm 2016 đến tháng 10 năm 2015," tuyên bố nói.
Theo europapress.es web được xuất bản, Airbus cho biết A320neo các kết hợp "mới và hiệu quả hơn" động cơ và 'Sharklets' - các yếu tố khí động học ở hai đầu của cánh - mà cùng nhau tạo ra lên đến tiền tiết kiệm 15% tiêu thụ nhiên liệu.
Các thành viên ban đầu của gia đình Airbus một lối đi bán chạy nhất, A320 vào hãng hàng không dịch vụ trong tháng 4 năm 1988 và nhanh chóng thành lập chính nó như là tiêu chuẩn công nghiệp cho hành khách sự thoải mái và nền kinh tế vào các lĩnh vực ngắn đường trung bình.

### Chuyển đổi từ chở khách sang chở hàng
Một chương trình chuyển đổi máy bay A320 và A321 thành máy bay chở hàng đã được thiết lập bởi Airbus Freighter Conversion GmbH. Khung máy bay sẽ được chuyển đổi bởi Elbe Flugzeugwerke GmBH (EFW) ở Dresden, Đức và Zhukovsky, Nga. Khách hàng khai trương AerCap đã ký hợp đồng vào ngày 16/7/2008 để chuyển đổi 30 chiếc A320 / A321 chở khách của AerCap thành A320 / A321P2F (chở hàng hóa). Tuy nhiên, ngày 3/6/2011, Airbus thông báo tất cả các đối tác sẽ kết thúc chương trình vận chuyển hành khách sang vận chuyển hàng hóa, với lý do nhu cầu cao về khung máy bay đã qua sử dụng để phục vụ hành khách.
Ngày 17/6/2015 ST Aerospace đã ký thỏa thuận với Airbus và EFW để hợp tác triển khai chương trình chuyển đổi hành khách sang hàng hóa (P2F) A320 / A321. Vào tháng 8/2019, Qantas được công bố là hãng khai thác máy bay vận tải chuyển đổi A321P2F cho Australia Post với tối đa 3 chiếc sẽ được giới thiệu vào tháng 10/2020. Titan Airways đã nhận chiếc A321P2F đầu tiên vào tháng 1/2021 được chuyển đổi tại Sân bay Seletar Singapore, hãng còn hai chiếc A321P2F nữa vẫn chưa được chuyển đổi.
Chiếc máy bay chuyển đổi ban đầu bay lần đầu tiên vào ngày 22/1/2020, để được chuyển giao cho Vallair và nó đã đạt được chứng chỉ kiểu bổ sung EASA vào tháng 2. Nó sẽ thay thế những chiếc Boeing 757 với 14 vị trí trên boong chính và 10 vị trí ở phía dưới, nâng được tải trọng lên tới 27,9 tấn và có tầm bay trên 4300 km. Airbus nhìn thấy một thị trường cho 1.000 chuyển đổi thân hẹp trong giai đoạn 2020-2040. Ngày 27/10/2020, chiếc A321P2F đầu tiên đã được chuyển giao cho Qantasvới cửa sổ và cửa thoát hiểm được loại bỏ, đồng thời lắp đặt một cửa chính dẫn động thủy lực.

## Giao hàng
Dòng máy bay A320ceo được xếp hạng là máy bay bán chạy nhất thế giới từ năm 2005 - 2007. Kỷ lục sau đó được cải thiện bởi dòng máy bay A320neo, với 1420 đơn đặt hàng và cam kết trong vòng chưa đầy một năm tại Dubai Airshow vào tháng 11/2011.
Đến cuối tháng 5 năm 2008 tổng cộng có 6161 chiếc thuộc dòng máy bay A320 được đặt hàng và có 3504 chiếc đã giao hàng.
Tháng 5/2021, tổng cộng 9.873 máy bay dòng A320 đã được giao với 36 chiếc A320ceo (3 chiếc A319, 18 chiếc A320 và 15 chiếc A321). Trong 5 tháng đầu năm 2021, Airbus đã giao 15 chiếc A320ceo và 165 chiếc A320neo. Lượng máy bay tồn đọng của dòng máy bay A320 dưới mốc 6.000 và tổng số đơn đặt hàng đạt 15.527.
| Loại | 2013 | 2012 | 2011 | 2010 | 2009 | 2008 | 2007 | 2006 | 2005 | 2004 | 2003 | 2002 | 2001 | 2000 | 1999 | 1998 | 1997 | 1996 | 1995 | 1994 | 1993 | 1992 | 1991 | 1990 | 1989 | 1988 |
| A318 | 2    | 2    | 2    | 6    | 13   | 5    | 17   | 8    | 9    | 10   | 8    |      |      |      |      |      |      |      |      |      |      |      |      |      |      |      |
| A319 | 38   | 38   | 47   | 51   | 88   | 43   | 105  | 137  | 142  | 87   | 72   | 85   | 89   | 112  | 88   | 53   | 47   | 18   |      |      |      |      |      |      |      |      |
| A320 | 352  | 332  | 306  | 297  | 221  | 90   | 194  | 164  | 121  | 101  | 119  | 116  | 119  | 101  | 101  | 80   | 58   | 38   | 34   | 48   | 71   | 111  | 119  | 58   | 58   | 16   |
| A321 | 102  | 83   | 66   | 51   | 87   | 29   | 51   | 30   | 17   | 35   | 33   | 35   | 49   | 28   | 33   | 35   | 22   | 16   | 22   | 16   |      |      |      |      |      |      |
| Tổng | 494  | 455  | 421  | 405  | 409  | 167  | 367  | 339  | 289  | 233  | 232  | 236  | 257  | 241  | 222  | 168  | 127  | 72   | 56   | 64   | 71   | 111  | 119  | 58   | 58   | 16   |

| Loại | 2021 | 2020 | 2019 | 2018 | 2017 | 2016 | 2015 |
| A318 |      |      |      |      |      | 1    |      |
| A319 | 1    | 3    | 4    | 8    | 10   | 4    | 24   |
| A320 |      | 3    | 49   | 133  | 184  | 251  | 282  |
| A321 | 15   | 9    | 38   | 99   | 183  | 222  | 282  |
| Tổng | 16   | 15   | 91   | 240  | 377  | 477  | 491  |

## Các sự cố

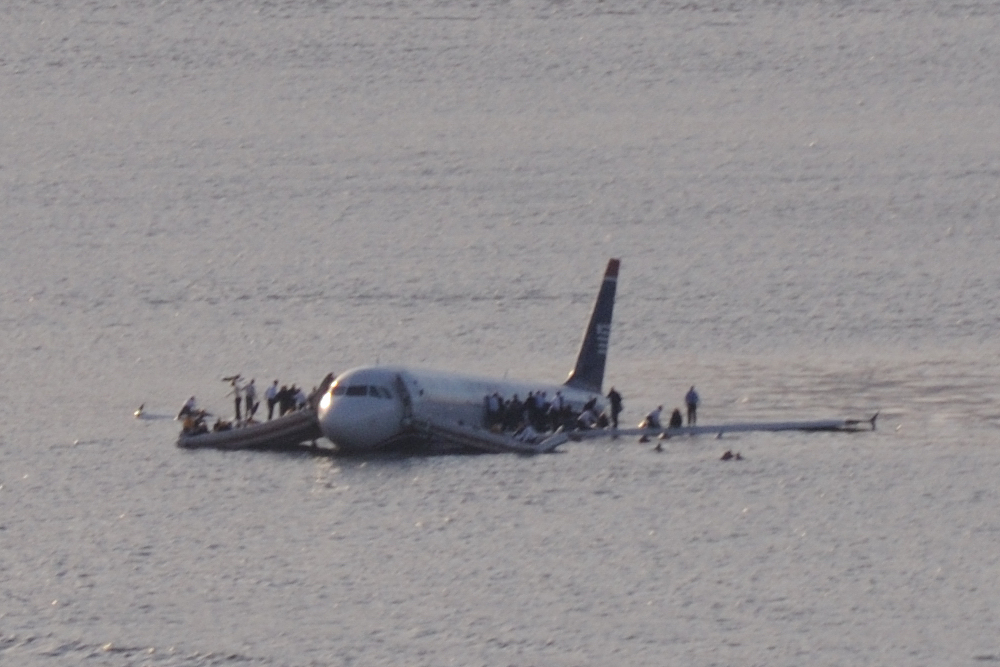
Chuyến bay Us airways 1549 hạ cánh khẩn cấp trên sông hudson

(Cho đến ngày 22 tháng 5 năm 2020 đối với cả dòng A320, một số vụ chưa được bổ sung.)
- Các tai nạn khiến máy bay bị phá hủy: 1282 người thiệt mạng[10]
  - 26 tháng 6 năm 1988 - Chuyến bay 296 của Air France đâm vào các ngọn cây nằm phía ngoài của đường băng trong một chuyến bay biểu diễn tại Habshiem, Pháp. Máy bay bị rơi, 3 hành khách bị tử vong.
  - 14 tháng 2 năm 1990 - Chuyến bay 605 của hãng Indian Airlines, bay bằng máy bay A320-231 chở 146 hành khách đã rơi khi nó đang hạ cánh xuống Sân bay Bangalore, khiến 88 hành khách và 4 thành viên phi hành đoàn tử vong.[11]
  - 20 tháng 1 năm 1992 - Chuyến bay 148 của Air Inter, một chiếc A320-111 bị rơi khi đâm vào một đỉnh núi gần Mount Sainte-Odile tại dãy núi Vosges trong khi đang đến gần Strasbourg, kết thúc chuyến bay bắt đầu từ Lyon. Tai nạn này khiến 87 người thiệt mạng (5 thành viên phi hành đoàn và 82 hành khách).
  - 14 tháng 9 năm 1993 - Chuyến bay 2904, tại Warsaw bằng máy bay A320-211 đến từ Frankfurt am Main với 70 người đã rơi xuống một bức tường đất cuối đường băng. Một ngọn lửa bùng lên ở khu vực cánh trái và thâm nhập vào cabin hành khách. Hai viên phi công và một hành khách thiệt mạng.
  - 22 tháng 3 năm 1998 - Chuyến bay 137 của hãng Philippine Airlines, một chiếc A320-214 bị rơi và trượt khỏi đường băng ở Sân bay Nội địa Bacolod City, RPVB, ở thành phố Bacolod, đâm vào những ngôi nhà gần đó. Không ai trên máy bay thiệt mạng, nhưng nhiều người dưới mặt đất bị thương và có ba người thiệt mạng.
  - 23 tháng 8 năm 2000 - Gulf Air Chuyến bay 072 của Gulf Air bằng máy bay A320-212 đã rơi ở Vịnh Ba Tư khi đang hạ cánh xuống Sân bay Bahrain. Tất cả 143 hành khách và phi hành đoàn thiệt mạng.
  - Ngày 21 tháng 3 năm 2003, chuyến bay GE543 của TransAsia Airways sử dụng chiếc Airbus A321 trên chuyến bay từ Sân bay Tùng Sơn Đài Bắc đã va chạm với một xe tải trên đường băng khi hạ cánh xuống Sân bay Đài Nam. 175 hành khách và phi hành đoàn đã được sơ tán nhưng hai người trên xe tải bị thương. Máy bay bị hư hỏng nặng và sau đó dừng hoạt động.
  - 3 tháng 5 năm 2006 - Chuyến bay 967 của Armavia bằng máy bay A320-211 rơi xuống Biển Đen trong lần hạ cánh thứ hai xuống Sân bay Sochi. Tất cả 113 hành khách và phi hành đoàn đã thiệt mạng.[12][13]
  - 17 tháng 7 năm 2007, Chuyến bay 3054 của TAM Linhas Aéreas của hãng TAM Linhas Aéreas đã bị tai nạn trong khi đang hạ cánh xuống Sân bay quốc tế Congonhas-São Paulo làm tổng cộng 199 người thiệt mạng, bao gồm những người trên máy bay và những người dưới mặt đất.
  - 30 tháng 5 năm 2008 - Chuyến bay 390 của TACA Airlines - EI-TAF, một chiếc A320-233 từ San Salvador trượt khỏi đường băng khi đang hạ cánh tại Sân bay quốc tế Toncontín ở Tegucigalpa, Honduras, trong điều kiện thời tiết xấu. Ít nhất 5 người thiệt mạng.[14]
  - Ngày 27 tháng 11 năm 2008, chuyến bay 888T của XL Airways Germany, chuyến bay thử nghiệm của một chiếc A320-232 đã bị đình trệ trong quá trình kiểm tra tốc độ thấp và không thể lấy lại quyền kiểm soát khiến máy bay lao xuống biển ngoài khơi bờ biển miền nam nước Pháp. Máy bay được XL Airways cho thuê và dự kiến sẽ được trả lại cho Air New Zealand. Tất cả 7 người trên máy bay thiệt mạng.
  - Ngày 15 tháng 1 năm 2009, một chiếc Airbus A320 của hãng US Airways trong chuyến bay 1549 đã đâm phải chim và phải hạ cánh xuống Sông Hudson.
  - Ngày 28 tháng 7 năm 2010, Chuyến bay PA202 của Airblue sử dụng chiếc Airbus A321 bay từ Karachi đến Islamabad, đã bị rơi tại núi Margalla, Islamabad, Pakistan. Thời tiết kém với tầm nhìn thấp. Trong quá trình tiếp cận không theo tiêu chuẩn dưới độ cao hạ thấp tối thiểu, máy bay đã lao xuống đất sau khi cơ trưởng bỏ qua 21 cảnh báo buồng lái để nâng máy bay lên. 146 hành khách và 6 phi hành đoàn đều thiệt mạng. Chỉ huy Pervez Iqbal Chaudry, là một trong những phi công cao cấp nhất của Airblue với hơn 35 năm kinh nghiệm. Vụ tai nạn này là vụ tai nạn chết người đầu tiên liên quan đến chiếc Airbus A321.
  - Ngày 29 tháng 8 năm 2011, Chuyến bay GF270 của Gulf Air sử dụng một chiếc Airbus A320-214, từ Bahrain đến Cochin chở 143 người đã trượt khỏi đường băng khi hạ cánh do lỗi của phi công. Thời tiết xấu với mưa to và gió lớn. Máy bay bị hư hỏng nặng và 7 hành khách bị thương. Một số người được cho là đã nhảy từ cửa thoát hiểm khi đường trượt sơ tán không triển khai được.
  - Ngày 14 tháng 3 năm 2014, Chuyến bay 1702 của US Airways sử dụng máy bay Airbus A320-214 đăng ký N113UW, cất cánh từ Philadelphia, PA đến Fort Lauderdale, Fl, nhưng không thể cất cánh bình thường và đuôi của máy bay va vào đường băng. Sau khi cách mặt đất 20 feet, các phi công đã từ chối việc cất cánh, khiến thiết bị mũi bị sập khi chạm xuống đường băng. Không ai bị thương, nhưng máy bay bị hư hỏng không thể sửa chữa. Quá trình cất cánh đã bị hủy bỏ do phi công bối rối trước các thông báo cảnh báo, dẫn đến việc nhập dữ liệu buồng lái không chính xác trong khi lái.
  - Ngày 28 tháng 12 năm 2014, Chuyến bay QZ8501 của Indonesia AirAsia sử dụng máy bay Airbus A320-216, từ Sân bay quốc tế Juanda, Surabaya đến Sân bay quốc tế Changi, Singapore đã đâm xuống Biển Java giữa các đảo Belitung và Borneo khiến tất cả 162 người trên máy bay thiệt mạng. Nguyên nhân ban đầu là do trục trặc ở hai trong số các bộ phận hạn chế hành trình của máy bay, sau đó là các hành động không chính xác của phi công khiến máy bay bị chòng chành khi gặp giông bão. Phi công đã bỏ qua quy trình được khuyến nghị để giải quyết sự cố và đặt lại thiết bị ngắt mạch, điều này càng làm mất tác dụng của hệ thống lái tự động và các hệ thống bảo vệ chuyến bay khác, dẫn đến việc mất kiểm soát sau đó. Các nhà điều tra đã tuyên bố rằng tình trạng của FAC (Kiểm soát tăng cường chuyến bay) trên chuyến bay "đủ kiên trì" để cơ trưởng thực hiện các hành động như vậy.
  - Ngày 24 tháng 3 năm 2015, Chuyến bay 4U9525 của Germanwings sử dụng chiếc Airbus A320-211, bay từ Barcelona đến Düsseldorf đã bị rơi gần Digne trên dãy Anpơ phía Nam nước Pháp, khiến tất cả 150 người trên máy bay thiệt mạng. Vụ tai nạn là do phi công Andreas Lubitz cố tình gây ra, người trước đó đã được điều trị về xu hướng tự tử và được bác sĩ tuyên bố "không đủ khả năng làm việc". Mặc dù vậy, Lubitz vẫn giấu kín khai báo với người chủ của mình và báo cáo cho nhiệm vụ.[15]
  - Ngày 19 tháng 5 năm 2016, Chuyến bay MS804 của EgyptAir sử dụng chiếc Airbus A320-232 với mã đăng kí SU-GCC đã đâm xuống Địa Trung Hải 20 phút trước khi đến Sân bay quốc tế Cairo từ Sân bay Charles de Gaulle theo lịch trình. Tất cả 66 người trên máy bay đều thiệt mạng.
  - Ngày 28 tháng 2 năm 2018, một chiếc Smartlynx Estonia Airbus A320-200, đăng ký ES-SAN thực hiện chuyến bay huấn luyện MYX-9001 tại Sân bay Tallinn (Estonia) với 7 phi hành đoàn, vừa chạm mặt đường băng rồi sau đó cất cánh. Sau khoảng một chục lần thực hiện liên tục máy bay chạm xuống đường băng, tăng tốc trở lại, cất cánh nhưng không thể bay lên và chạm xuống rất mạnh lần nữa với ngọn lửa có thể nhìn thấy khi nó bay trở lại. Phi hành đoàn đã thông báo tình trạng khẩn cấp, xác định được vị trí để hạ cánh và chạm xuống đường băng ngược lại và rồi tất cả các lốp bị nổ. Máy bay rẽ trái khỏi đường băng. Hai người bị thương nhẹ; chiếc máy bay bị hư hại đáng kể và đã dừng hoạt động.
  - Ngày 15 tháng 1 năm 2019, một chiếc A319-111 của Afriqiyah Airways đã bị phá hủy bởi một tiếng súng.
  - Vào ngày 22 tháng 5 năm 2020, Chuyến bay 8303 của Pakistan International Airlines đã rơi xuống 1 khu dân cư ở thành phố Karachi khi cố gắng hạ cánh Sân bay quốc tế Allama Iqbal trong tình trạng mất 2 động cơ. 97 người bao gồm phi hành đoàn đã thiệt mạng. Chỉ có 2 người sống sót

Xảy ra thương vong về người và thiệt hại về máy bay nhưng không quá lớn
- Ngày 26 tháng 10 năm 2007, Chuyến bay PL475 của Philippine Airlines sử dụng máy bay Airbus A320-214, từ Butuan đã trượt khỏi đường băng ở sân bay Bancasi khi đang chở 148 hành khách, 19 người bị thương.
- Ngày 12 tháng 8 năm 2010, chuyến bay 75 của Azerbaijan Airlines, sử dụng chiếc Airbus A319-111 với mã đăng ký 4K-AZ04, đã bị sập phần dưới khi máy bay rời đường băng để hạ cánh tại Sân bay Atatürk, Istanbul, Thổ Nhĩ Kỳ. Máy bay bị hư hại đáng kể nhưng tất cả 127 hành khách và phi hành đoàn đều thoát ra ngoài mà không không gây ra hậu quả về người. Máy bay sau đó đã được sửa chữa.
- Ngày 24 tháng 9 năm 2010, chuyến bay Windjet  243, sử dụng một chiếc Airbus A319-132 với mã đăng ký EI-EDM, đã hạ cánh ngắn đường băng và bị hỏng phần gầm khi máy bay cố gắng hạ cánh xuống sân bay Palermo, Ý. Các báo cáo sơ bộ chỉ ra rằng chiếc kính chắn gió là một trong những nguyên nhân có thể gây ra vụ tai nạn. Máy bay dừng ở bãi cỏ ngoài đường băng nhưng bị hư hỏng nặng. 34 hành khách bị thương nhẹ.
- Ngày 20 tháng 9 năm 2012, Chuyến bay RB501 của Syrian Airlines sử dụng một chiếc Airbus A320-232 đã va chạm trên không trung với một máy bay trực thăng quân sự. Chiếc A320 bị mất khoảng một nửa bộ ổn định thẳng đứng nhưng đã hạ cánh an toàn; máy bay trực thăng bị rơi, giết chết ba người trong số họ.
- Ngày 24 tháng 5 năm 2013, Chuyến bay BA762 của British Airways sử dụng một chiếc Airbus A319-131 với mã đăng ký G-EUOE, đã quay trở lại Sân bay London Heathrow sau khi cánh quạt dạng cánh quạt tách ra khỏi cả hai động cơ ngay sau khi cất cánh. Trong quá trình tiếp cận, ngọn lửa bùng phát ở động cơ bên phải và vẫn tiếp diễn sau khi động cơ đã tắt. Máy bay đã hạ cánh an toàn và không có ai bị thương cho 80 người trên khoang. Một báo cáo sơ bộ về tai nạn cho thấy những con bò sữa đã bị bỏ lại sau khi bảo dưỡng qua đêm. Việc tách các cửa gây ra hư hỏng khung máy bay và cháy động cơ bên phải do ống dẫn nhiên liệu bị vỡ.
- Ngày 2 tháng 6 năm 2013, chuyến bay 5J971 của Cebu Pacific sử dụng máy bay Airbus A320-214, đăng ký RP-C3266 thực hiện chuyến bay từ Manila đến Sân bay quốc tế Davao. Trong quá trình tiếp cận, phi công đã điều chỉnh quá mức căn chỉnh của mình với đường trung tâm và khiến cho hướng thẳng hàng của máy bay nằm ở nửa bên phải của đường băng. Phi công đã nhầm đèn biên bên phải của đường băng với đèn trung tâm không được chiếu sáng và do đó phải hạ cánh xuống bãi cỏ. Bộ phận hạ cánh ở mũi bị hư hỏng nặng. Tất cả 165 hành khách và 6 phi hành đoàn đều sống sót. Máy bay đã được sửa chữa và cuối cùng đã được đưa trở lại hoạt động.
- Ngày 29 tháng 3 năm 2015, Chuyến bay AC624 của Air Canada sử dụng chiếc Airbus A320-211, bay từ Toronto đến Halifax chở 138 người đã hạ cánh xuống khu vực gần đường băng va chạm vào cột điện và một dải ăng-ten, sau đó thì máy bay đã trèo lên kè bằng với độ cao của đường băng, sau đó trượt 335 mét (1.099 ft) bằng bụng trước khi dừng lại tại Sân bay quốc tế Stanfield Halifax. Thời tiết xấu với tuyết rơi dày và tầm nhìn thấp. Máy bay bị hư hỏng nặng và 23 người bị thương không nguy hiểm đến tính mạng. Gió ngang trong lần tiếp cận cuối cùng có thể là nguyên nhân.
- Ngày 14 tháng 4 năm 2015, chuyến bay OZ162 của Asiana Airlines sử dụng chiếc Airbus A320-232 (đăng ký HL7762) với 82 người bị mất độ cao trong lần tiếp cận cuối cùng đến Sân bay Hiroshimaa ở Mihara, Nhật Bản va vào ăng-ten của hệ thống hạ cánh cục bộ và trượt xuống đường băng trên đuôi của nó, quay 180 độ trước khi dừng lại. Bộ phận hạ cánh chính của nó bị sập và máy bay bị hư hại ở cánh trái và động cơ bên trái. Không ai thiệt mạng, nhưng 27 trong số 82 người trên máy bay bị thương, trong đó một người nghiêm trọng. Máy bay đang bay từ Sân bay quốc tế Incheon ở Hàn Quốc.
- Ngày 25 tháng 4 năm 2015, chuyến bay TK1878 của Turkish Airlines sử dụng chiếc  A320-232 với mã đăng kí TC-JPE đã bị hư hỏng nặng trong một tai nạn hạ cánh tại Sân bay quốc tế Atatürk, Istanbul. Máy bay đã hủy bỏ lần hạ cánh đầu tiên, khiến động cơ và bánh răng bị hư hại. Trong lần hạ cánh thứ 2, bánh xe bên phải bị sập và máy bay lăn khỏi đường băng quay 180 độ. Tất cả trên tàu được sơ tán mà không bị thương.
- Ngày 7 tháng 7 năm 2017, Chuyến bay AC759 của Air Canada chở 135 hành khách và 5 phi hành đoàn suýt gặp tai nạn nghiêm trọng tại Sân bay quốc tế San Francisco ở Quận San Mateo, California sau khi bay từ Sân bay quốc tế Toronto Pearson. Chuyến bay đã được kiểm soát không lưu cho phép hạ cánh xuống đường băng 28R của Sân bay quốc tế San Francisco, tuy nhiên đã trượt đường băng, trong lần tiếp cận cuối cùng, chiếc máy bay đã xếp hàng với một đường lăn song song, trên đó bốn chiếc máy bay chở khách đã được nạp đầy đủ nhiên liệu đã bị dừng lại để chờ thông báo cất cánh. Tổ bay bắt đầu một chuyến bay vòng sau đó hạ cánh mà không xảy ra sự cố gì thêm.
- Ngày 14 tháng 5 năm 2018, chuyến bay 3U8633 của Sichuan Airlines sử dụng chiếc Airbus A319-133 với mã đăng ký B-6419 đã chuyển hướng đến Sân bay quốc tế Song Lưu Thành Đô sau khi một trong những kính chắn gió buồng lái ở phía phi công phụ bị nổ tung trong quá trình máy bay tăng độ cao. Kết quả là kính chắn gió bị thổi bay ra ngoài. Máy bay đã hạ cánh an toàn ngoại trừ cơ phó và một tiếp viên bị thương.
- Ngày 15 tháng 8 năm 2019, chiếc máy bay Airbus A321 mang số hiệu U6178 của hãng Ural Airlines đã phải hạ cánh khẩn cấp bằng bụng xuống một cánh đồng ngô gần sân bay Zhukovsky ở phía Đông Nam Moscow do bị một đàn chim hải âu chui vào và làm hỏng cả hai động cơ. Trong lúc gặp nạn trên máy bay có 234 hành khách và phi hành đoàn, sau sự cố không có thương vong nào về người, chỉ có 55 người trong đó có 17 trẻ em bị thương nhẹ.
- Ngày 18 tháng 11 năm 2022, chiếc máy bay Airbus A320neo mang số hiệu LA2213 của hãng hàng không LATAM Airlines ở Peru trên chuyến bay đã gặp sự cố va chạm với xe cứu hỏa trên đường băng, khiến 2 người thiệt mạng và 1 người bị thương.
- Các vụ khác: 2 vụ, không có thương vong nào
- Không tặc: 6 vụ, 1 thương vong
- Bảy vụ do trục trặc của bánh tiếp đất (nose gear), trong đó có vụ xảy ra trong Chuyến bay 292 của JetBlue Airways

### Các vụ liên quan đến điều khiển bằng điện kỹ thuật số (Fly-by-wire)
Các vụ rơi đầu tiên, bao gồm Chuyến bay 296 của Air France, vào 26 tháng 6 năm 1988, đã làm sứt mẻ hình ảnh của A320 và các công nghệ điều khiển bằng điện kỹ thuật số kiểm soát bằng máy tính. Nguyên nhân của vụ rơi này vẫn còn đang trong tranh cãi do việc điều tra đã bị cản trở bởi sự giả mạo chứng cứ thực chất.

## Các thông số kỹ thuật
| Kích thước                         | A318                     | A319                      | A320                      | A321                      |
| ---------------------------------- | ------------------------ | ------------------------- | ------------------------- | ------------------------- |
| Phi hành đoàn                      | 2                        | 2                         | 2                         | 2                         |
| Số khách chuyên chở                | 117 (2 hạng ghế)         | 142 (2 hạng ghế)          | 180 (2hạng ghế)           | 184 (2 hạng ghế)          |
| Chiều dài                          | 31,45 m (103 ft 2 in)    | 33,84 m (111 ft)          | 37.57 m (123 ft)          | 44.51 m (146 ft)          |
| Sải cánh                           | 34,10 m (111 ft 10 in)   | 34,10 m (111 ft 10 in)    | 34,10 m (111 ft 10 in)    | 34,10 m (111 ft 10 in)    |
| Góc cụp cánh                       | 25°                      | 25°                       | 25°                       | 25°                       |
| Chiều cao                          | 12,56 m (41 ft 2 in)     | 11,76 m (38 ft 7 in)      | 11,76 m (38 ft 7 in)      | 11,76 m (38 ft 7 in)      |
| Chiều rộng Cabin                   | 3.70 m (12 ft 1 in)      | 3.70 m (12 ft 1 in)       | 3.70 m (12 ft 1 in)       | 3.70 m (12 ft 1 in)       |
| Chiều rộng thân máy bay            | 3,95 m. (13 ft)          | 3,95 m. (13 ft)           | 3,95 m. (13 ft)           | 3,95 m. (13 ft)           |
| Trọng lượng lúc trống điển hình    | 39.300 kg                | 40.600 kg                 | 42.400 kg                 | 48.200 kg                 |
| Trọng lượng cất cánh tối đa (MTOW) | 68.000 kg (149.900 lb)   | 75.500 kg (166.500 lb)    | 77.000 kg (169.000 lb)    | 93.500 kg (206.100 lb)    |
| Tốc độ bay tiết kiệm xăng nhất     | .79 Mach                 | .79 Mach                  | .79 Mach                  | .79 Mach                  |
| Tốc độ bay tối đa                  | .82 Mach                 | .82 Mach                  | .82 Mach                  | .82 Mach                  |
| Độ dài chạy khi cất cánh           | 1.355 m (4.446 ft)       | 1.950 m (6.398 ft)        | 2.090 m (6.857 ft)        | 2.180 m (7.152 ft)        |
| Tầm xa khi đầy tải                 | 5.950 km hay 3.200 nm    | 6.800 km hay 3.700 nm     | 5.700 km hay 3.000 nm     | 5.600 km hay 3.050 nm     |
| Sức chứa nhiên liệu tối đa         | 23.860 lít hay 6.300 USG | 29.840 lít hay 7.885 USG  | 29.680 lít hay 6.850 USG  | 29.680 lít hay 6.850 USG  |
| Độ cao tối đa lúc bay              | 39.000 ft                | 39.000 ft                 | 39.000 ft                 | 39.000 ft                 |
| Động cơ                            | 2 X PW6122A 2 X CFM56-5  | 2 X IAE V2500 2 X CFM56-5 | 2 X IAE V2500 2 X CFM56-5 | 2 X IAE V2500 2 X CFM56-5 |

## Nội dung liên quan

### Máy bay có tính năng tương đương
- Boeing 717
- Boeing 737
- Boeing 757-200
- Bombardier CSeries
- Embraer 195
- McDonnell Douglas MD-80/MD-90
- Tupolev Tu-204
- Yakovlev Yak-42D
- MS 21

### Các danh sách
- Danh sách các hãng hàng không
- Danh sách các hãng sử dụng Airbus A320
- Danh sách đặt hàng Airbus A320